# Jean-Baptiste Carnoy

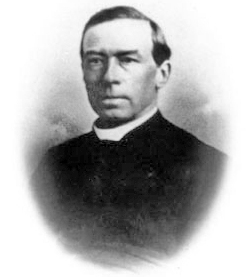
Jean-Baptiste Carnoy

Jean-Baptiste Carnoy (Rumillies, 22 januari 1836 - Schuls (Zwitserland), 9 september 1899) was een Belgisch bioloog en hoogleraar. Hij was de eerste Belg die onderzoek deed op het gebied van de celbiologie.

## Leven en werken
Carnoy volgde middelbare studies in Doornik, studeerde filosofie aan het kleinseminarie van Bonne-Espérance en ging daarna naar het grootseminarie te Doornik. Hij werd priester gewijd en ging dan biologie studeren aan de Katholieke Universiteit Leuven waar hij in 1861 het doctoraat in de natuurwetenschappen behaalde. Carnoy zette zijn studies verder aan de universiteiten van Bonn, Jena (waar hij Carl Zeiss leerde kennen), Leipzig, Berlijn en Wenen.
Na zijn studies werd Carnoy door het bisdom Doornik naar Rome gezonden om een aantal bisschoppelijke zaken te regelen. Hij maakte van de gelegenheid gebruik om onderzoek te verrichten op de cellen van paddenstoelen. In 1868 was Carnoy terug naar België gekeerd. Hij kreeg van de Leuvense universiteit de opdracht om een aantal cursussen op het gebied van de biologie op te starten. Wegens geldgebrek werd dit echter op de lange baan geschoven.
Carnoy werd terug naar het bisdom Doornik geroepen en werd parochievicaris te Celles. Carnoy publiceerde zijn eerste werk dat de resultaten van zijn onderzoeken in Rome bevatte. Het werk met de titel Recherches anatomiques et physiologiques des champignons werd bekroond met de vijfjaarlijkse Prijs voor de Wetenschap. In 1870 werd Carnoy benoemd tot pastoor te Bauffe en hij diende alle wetenschappelijke activiteiten stop te zetten.
In 1876 keerde Carnoy, die inmiddels tot kanunnik was benoemd, terug naar Leuven. Daar begon hij met het onderzoek op cellen en startte er een practicum in de microscopie. In 1879 publiceerde hij een Manuel de miscroscopie die later zou uitgroeien tot een cursus in algemene celbiologie. Alle aandacht van zijn onderzoeken ging naar de structuur en het fenomeen van de cellen. In 1884 publiceerde Carnoy zijn Traité de biologie cellulaire, de eerste publicatie over cytologie in België. Carnoy stichtte een "school" van cytologen te Leuven en startte met het tijdschrift La Cellule, het allereerste vaktijdschrift over de celbiologie. Tot aan zijn dood had hij de leiding over het tijdschrift dat bleef bestaan tot in 1987. In het Villerscollege richtte Carnoy vanaf 1890 nieuwe laboratoria in.
In 1899 ging hij naar Zwitserland om er terug op krachten te komen van de vele vermoeiende onderzoeken die hij uitvoerde maar hij stierf er.

## Verdienste en erkenning
Carnoy heeft veel bijgedragen aan de algemene kennis van de cellen, de cel- en kerndeling, zowel bij planten als bij dieren. Na zijn dood werd zijn baanbrekend onderzoekswerk verdergezet door zijn leerling Frans Alfons Janssens.
In 1901 kreeg het Villerscollege de naam Carnoy-instituut. In Sint-Lambrechts-Woluwe is een plein naar hem vernoemd.

## Familie
Carnoy was de oom van taalkundige en politicus Albert Carnoy.
- Author citation (botany): Carnoy
- Gemeinsame Normdatei: 136798977
- International Standard Name Identifier: 0000 0000 8274 7335
- Nederlandse Thesaurus van Auteursnamen: 105200182
- Système universitaire de documentation: 07108200X
- Virtual International Authority File: 81083505
- WorldCat: E39PBJmP98GGf6yW4DfxrR8cT3